# Borna Barišić
Borna Barišić (hr[bôːrna bǎriʃitɕ, - bâ-]; n. 10 noiembrie 1992, Osijek, cantonul Osijek-Baranja, Croația) este un fundaș de fotbal croat, care joacă în prezent pentru Rangers în Prima Ligăl Scoțiană. Barišić a jucat în trecut pentru Osijek în prima ligă croată de fotbal.

## Cariera pe echipe
Barišić s-a născut în Osijek, în estul Croației. A intrat în academia de tineret a lui NK Osijek în 2003, petrecând aici opt ani. După ce nu a reușit să pătrundă în prima echipă, Barišić s-a transferat la o echipă din apropiere de Osijek. NK BSK Bijelo Brdo.

### Osijek
După un singur sezon cu Bijelo Brdo, Barišić s-a întors la Osijek. În primul său sezon la prima echipă, Barišić a reusit să prindă 23 de meciuri în Prima ligă a Croației, debutând pe 12 iulie 2013 într-un meci pierdut cu 3-1 cu GNK Dinamo Zagreb. Primul gol al lui Barišić pentru Osijek a venit pe 4 aprilie 2014, sub forma unui gol marcat în minutul 88 al partidei cu NK Lokomotiva. Osijek a terminat pe locul 8 în sezonul 2013-2014. În sezonul următor, Barišić a jucat în 28 de meciuri, reușind un gol și două pase de gol din poziția de funaș stânga, ia Osijek a evitat retrogradarea.

### Dinamo Zagreb și Lokomotiva
În ciuda faptului că echipa se bătea la retrogradare, jocul bun făcut de Barišić pentru Osijek în Prima Ligă a Croației sezonul 2014-2015 i-a adus un transfer la campioana Dinamo, cu care a semnat un contract pe cinci ani. Barišić a debutat pentru noul său club împotriva fostei sale echipe Osijek la 19 iulie 2015. La sfârșitul lunii august, însă, Barišić a fost împrumutat la clubul-fiu Lokomotiva. La Lokomotiva, Barišić a jucat în 19 meciuri de campionat, dând două pase.

### Întoarcerea la Osijek
Osijek a fost cumpărată în februarie 2016 de către oligarhul maghiar Lőrinc Mészáros și antreprenorul croat Ivan Meštrović, fiind pentru prima dată când clubul a intrat în proprietate privată. Noul proprietar l-a considerat pe Barišić ca fiind tipul de jucător pe care îl dorește pentru a reprezenta clubul; tânăr, talentat și produși de academia de tineret. Barišić a fost de acord cu transferul și a fost numit căpitan al clubului. Barišić și-a făcut debutul la întoarcerea la Osijek pe 23 iulie 2016, învingând-o cu 2-0 pe Inter Zaprešić. Barišić a jucat în 32 de meciuri de campionat, marcând o singură dată și oferind șapte pase decisive, iar Osijek a terminat pe locul 4, cea mai bună poziție obținută de această echipă în ultimii 10 ani.
În calificările UEFA Europa League din sezonul 2017-2018, Barišić a înscris din penalty pentru Osijek, care avea să obțină o victorie, scor 1-0, în deplasare cu PSV Eindhoven. Osijek a câștigat și meciul de acasă tot cu 1-0, scotând-o PSV din competiție. Barišić a făcut 22 de apariții în campionat, marcând o singură dată și dând patru pase decisive, după ce clubul a terminat din nou pe locul patru.

### Rangers
La 7 august 2018 Barisic a semnat un contract pe patru ani cu Rangers după ce a ajuns la o înțelegere cu Osijek pentru 2,2 milioane de lire sterline oferite în schimbul jucătorului. La scurt timp după ce a semnat contractul cu Rangers, Barišić a jucat în meciurile din calificările pentru UEFA Europa League 2018-2019.

## Cariera la națională
El și-a făcut debutul la echipa națională de fotbal a Croației pe 11 ianuarie 2017 într-un amical împotriva lui Chile. În luna mai a anului 2018 a fost numit în lotul lărgit de 32 de jucători ai Croației pentru Campionatul Mondial din 2018 din Rusia, dar nu a fost inclus în lotul final de 23 de jucători.

## Statistici privind cariera

### Goluri la națională
Golul marcat de Barišic. 
| Nr. | Dată           | Stadion                             | Adversar    | Scor | Rezultat | Competiție                         |
| --- | -------------- | ----------------------------------- | ----------- | ---- | -------- | ---------------------------------- |
| 1.  | 21 martie 2019 | Stadionul Maksimir, Zagreb, Croația | Azerbaidjan | 1 -1 | 2-1      | Calificările pentru UEFA EURO 2020 |